# Cantonul Rennes-Brequigny
Cantonul Rennes-Brequigny este un canton din arondismentul Rennes, departamentul Ille-et-Vilaine, regiunea Bretania, Franța.